# Montecalvo in Foglia
Montecalvo in Foglia (Muncalb in dialetto gallo-piceno) è un comune italiano di 2 750 abitanti della provincia di Pesaro e Urbino nelle Marche.

## Storia
Il territorio di Monte Calvo (nome originario) faceva parte, in epoca romana, del "municipia" di Urbinum Metaurense, ed era l'unico territorio urbinate sul lato sinistro del fiume Foglia.
Con la caduta dell'impero Romano d'Occidente, le scorrerie barbariche e la mancanza di un'autorità costituita indussero le popolazioni locali a trasferirsi in luoghi più elevati e meglio difendibili. Nacquero così i primi castelli della vallata tra cui Monte Calvo.
Verso la fine del V° sec. l'Italia fu invasa dagli Ostrogoti. L'impero Romano d'Oriente (successivamente chiamato impero Bizantino) tentò di riconquistare i territori perduti. Iniziò così una grande guerra fra Ostrogoti e Bizantini che durò circa vent'anni, dal 535 al 553 d.c. Monte Calvo, castello Ostrogoto, partecipò attivamente alla guerra tentando assieme agli altri castelli della vallata di fermare l'avanzata Bizantina. La guerra fu vinta dai Bizantini che governarono per circa due secoli la vallata del Foglia. I Bizantini rafforzarono il castello di Monte Calvo e completarono l'opera di costruzione di castelli e torri in tutta la vallata, creando una formidabile barriera difensiva; a difesa della via Flaminia e quindi di Roma a sud e a difesa della pianura Padana e quindi della capitale Ravenna a Nord.
Nel 1226 il comitato di Urbino venne assegnato ai conti Da Montefeltro. Questo fu l'inizio di un periodo di circa due secoli e mezzo di guerre con i confinanti Malatesta di Rimini. Monte Calvo, castello dei Montefeltro al di là del Foglia e circondato da territori Riminesi divenne teatro di numerose battaglie fra le due casate, ma rimase sempre saldamente in mano agli urbinati. Nel 1446 Francesco Sforza, alleato dei Montefeltro, accampò il suo esercito a Monte Calvo e sfidò i Malatesta accampati nel vicino castello di Tavoleto. La sfida, chiamata dagli storici "la battaglia della Pieve" avvenne in territorio aperto a metà strada fra Montecalvo e Tavoleto nella collina della Pieve di San Pietro in Arsiccio e fu vinta dall'esercito di Francesco Sforza. Malgrado ciò i riminesi rimasero rifugiati nel castello di Tavoleto costringendo Francesco Sforza a rimanere accampato a Monte Calvo per alcune settimane.
Nel 1502 Cesare Borgia conquistò Urbino ed il suo territorio. L'11 ottobre 1502 i soldati Borgiani assediarono il castello di Monte Calvo ma solamente il giorno dopo, 12 ottobre riuscirono a conquistarlo lasciando sul campo un morto e vari feriti fra gli urbinati. Nel 1504 i Da Montefeltro furono reintegrati sul trono.
Nel 1516 Lorenzo de' Medici ottenne l'investitura del Ducato di Urbino. Francesco Maria I Della Rovere già Duca di Urbino si ribellò alla decisione papale ed organizzò un esercito per combattere Lorenzo de' Medici. Comprò il castello di Monte Calvo (otto miglia distante da Urbino) dove alloggiò le sue truppe. Nel 1518 le truppe dei Della Rovere ebbero la meglio su quelle di Lorenzo de' Medici che fu costretto alla resa.
Nel 1669 ai fratelli Federico e Simone Veterani di Urbino fu assegnato il titolo di Conti di Monte Calvo. Federico, brillante ufficiale dell'esercito austriaco e Simone noto e stimato matematico non ebbero figli maschi. La famiglia Veterani si estinse e con essa il comitato di Monte Calvo.
Nel 1816 a seguito della riorganizzazione dello Stato Pontificio e con l'emanazione delle pubbliche disposizioni seguite al moto proprio del 6 luglio, Monte Calvo diventa comune.
Nel 1862, a seguito dell'avvenuta unità d'Italia, il consiglio comunale di Monte Calvo cambiò il proprio nome in Montecalvo in Foglia.
Nel 1944 l'esercito tedesco, nell'intento di fermare l'avanzata degli eserciti alleati, rafforzò militarmente una linea immaginaria che iniziava nel nord della Toscana per terminare a Pesaro attraversando il paese di Montecalvo. Questa linea di rafforzamento militare fu chiamata Linea Gotica. A causa di ciò, nell'estate del 1944 Montecalvo fu bombardato dall'aviazione Inglese che lo rase al suolo trasformandolo in un cumulo di macerie. In quel bombardamento Montecalvo perse la sua chiesa medievale, le sue case antiche, la chiesa medievale di San Giorgio e la rinascimentale masseria degli Odasi di San Giorgio. Rimane ancora intatta e visitabile una casa matta facente parte della linea Gotica.
La campana
L'antica chiesa di San Nicolò del castello di Monte Calvo (il documento più antico che la cita risale al 1290), ospitava una campana del Maestro Manfredino (veneziano in attività dal 1286 al 1330 circa) sul suo piccolo campanile di legno. Nel 1838 la campana fu trasferita nel nuovo campanile a vela costruito sulla sommità della torre del castello. I bombardamenti inglesi della Seconda guerra mondiale distrussero il paese e l'antica chiesa, ma il campanile a vela rimase intatto sul suo lato sinistro preservando intatta la campana di Manfredino. Trasferita nel 1952 nella parrocchia di Trasanni, nel 1976 se ne persero le tracce. Dopo una lunga ricerca, nel dicembre del 2021 la campana fu ritrovata nel deposito del museo diocesano di Urbino e trasferita nuovamente a Montecalvo ad aprile 2022.
La campana, del XIII° sec., è una delle più antiche d'Italia ed è attualmente esposta presso la chiesa parrocchiale di Montecalvo in Foglia.

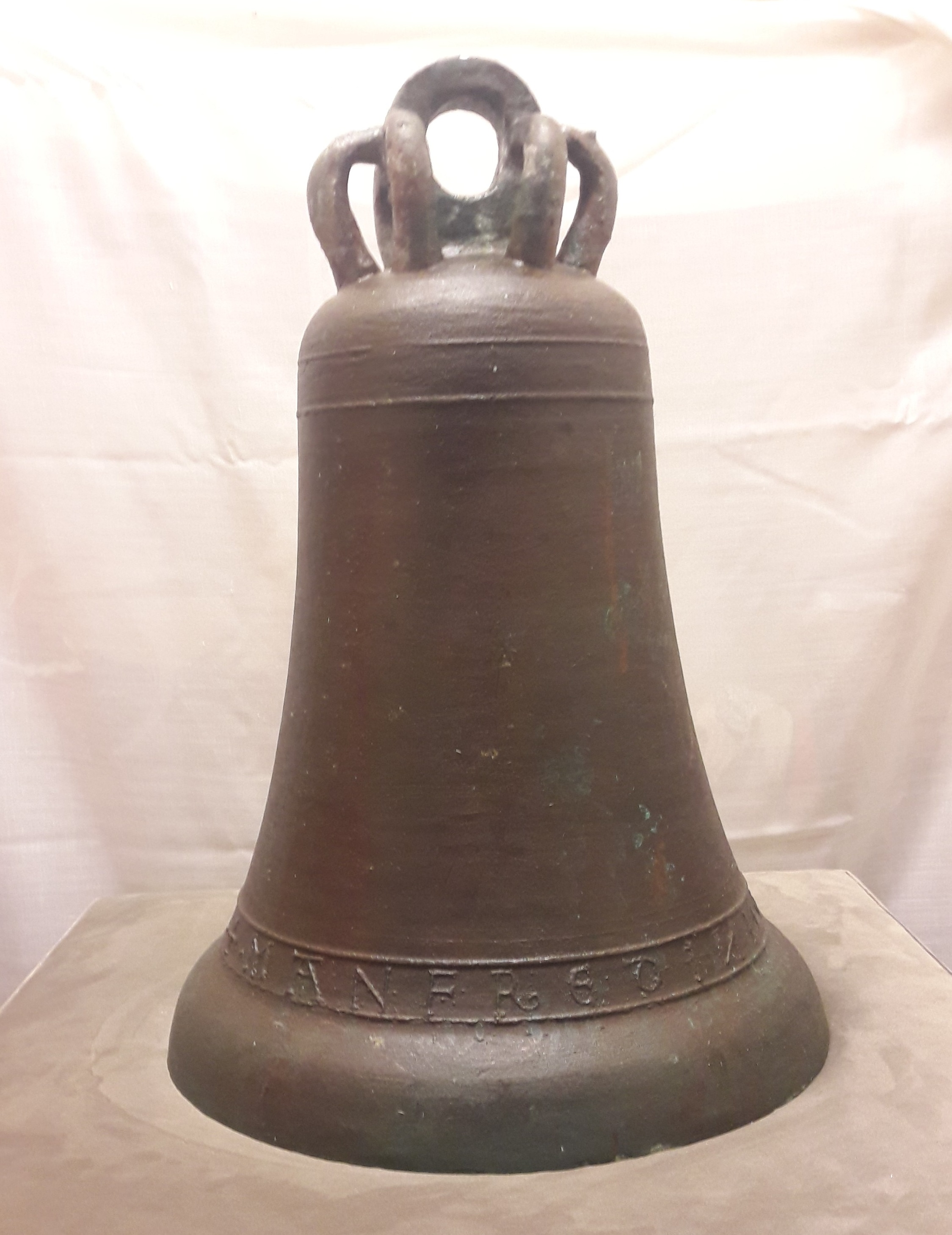
campana del maestro Manfredino della chiesa di Montecalvo sec. XIII°

## Società

### Evoluzione demografica
Abitanti censiti

### Etnie e minoranze straniere
Secondo i dati ISTAT al 1º gennaio 2023 la popolazione straniera residente era di 227 persone e rappresentava il 8,3% della popolazione residente. Le comunità straniere più numerose erano (con percentuale sul totale della popolazione straniera):
1. Marocco, 79 (34,80%)
2. Nigeria, 38 (16,74%)
3. Albania, 25 (11,01%)
4. Romania, 10 (4,41%)
5. Macedonia del Nord, 10 (4,41%)

## Amministrazione
| Periodo        | Periodo        | Primo cittadino          | Partito                                                    | Carica  | Note  |
| -------------- | -------------- | ------------------------ | ---------------------------------------------------------- | ------- | ----- |
| 5 giugno 1985  | 24 maggio 1990 | Almerino Mezzolani       | Lista civica                                               | Sindaco | [ 8 ] |
| 24 maggio 1990 | 24 aprile 1995 | Almerino Mezzolani       | Partito Democratico della Sinistra                         | Sindaco | [ 8 ] |
| 24 aprile 1995 | 14 giugno 1999 | Almerino Mezzolani       | Partito Democratico della Sinistra Democratici di Sinistra | Sindaco | [ 8 ] |
| 14 giugno 1999 | 13 giugno 2004 | Giuliana Valentini       | Democrazia e solidarietà (Sinistra)                        | Sindaca | [ 8 ] |
| 13 giugno 2004 | 8 giugno 2009  | Giuliana Valentini       | Democrazia e solidarietà                                   | Sindaca | [ 8 ] |
| 8 giugno 2009  | 26 maggio 2014 | Domenico Savio Ceccaroli | Impegno comune                                             | Sindaco | [ 8 ] |
| 26 maggio 2014 | 27 maggio 2019 | Donatella Paganelli      | Impegno comune (Centro-sinistra)                           | Sindaca | [ 8 ] |
| 27 maggio 2019 | 10 giugno 2024 | Donatella Paganelli      | Impegno comune (Centro-sinistra)                           | Sindaca | [ 9 ] |
| 10 giugno 2024 | in carica      | Donatella Paganelli      | Impegno comune (Centro-sinistra)                           | Sindaca | [ 8 ] |

## Sport

### Calcio
Nel paese è presente la squadra di calcio S. S. AVIS Montecalvo calcio, la quale milita in Prima Categoria e disputa le proprie partite nello Stadio "Nereo Rocco" di San Giorgio.
Il Ca' Gallo, che rappresenta l'omonima frazione, disputa invece la Seconda Categoria.

### Volley
La principale squadra è di pallavolo di questo comune è il Volley Valle Del Foglia, disputa le sue partite nella palestra di Cà Lanciarino. La squadra femminile nei primi anni 2000 è riuscita a raggiungere il traguardo della Serie D.

## Note

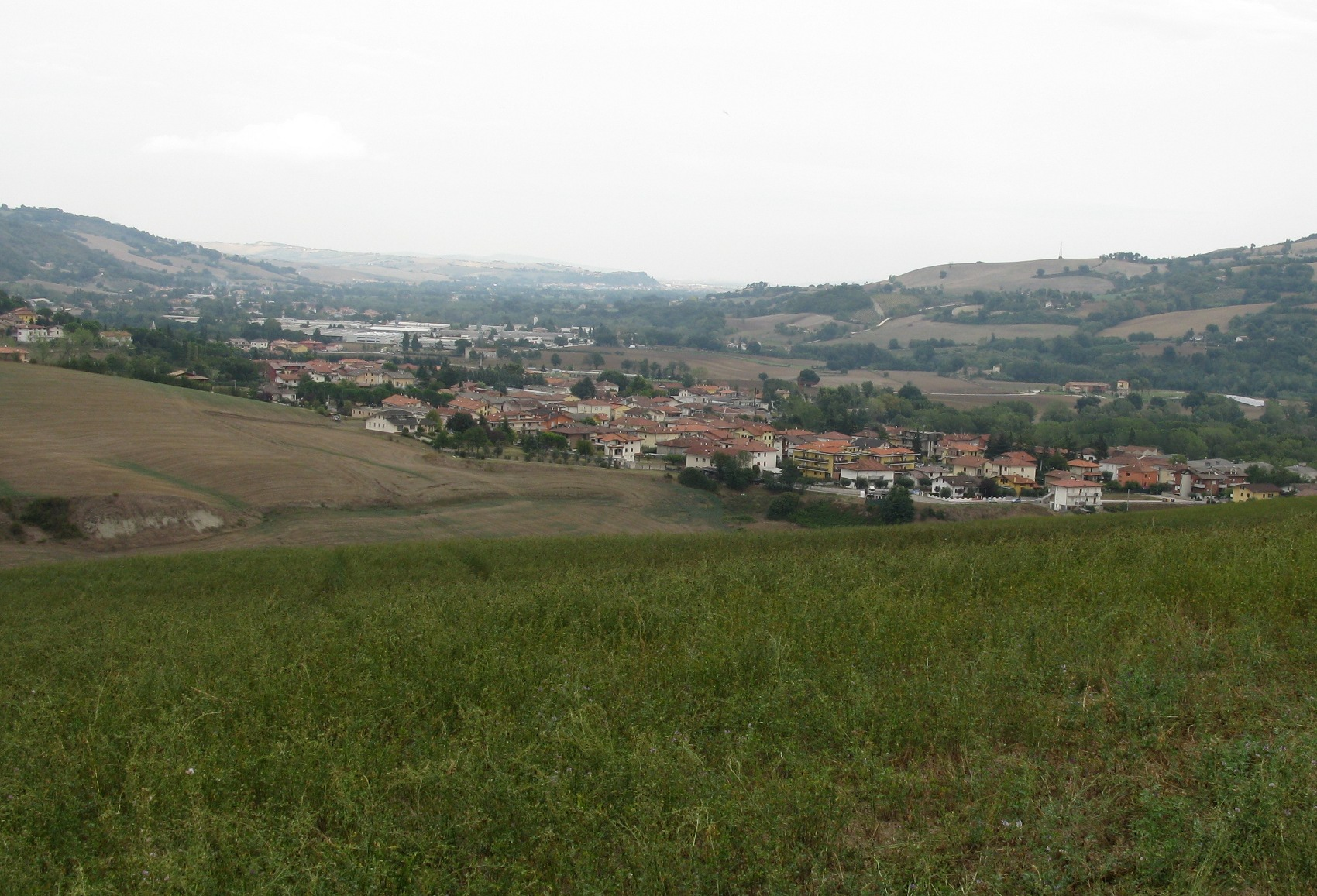
Panorama di Borgo Massano

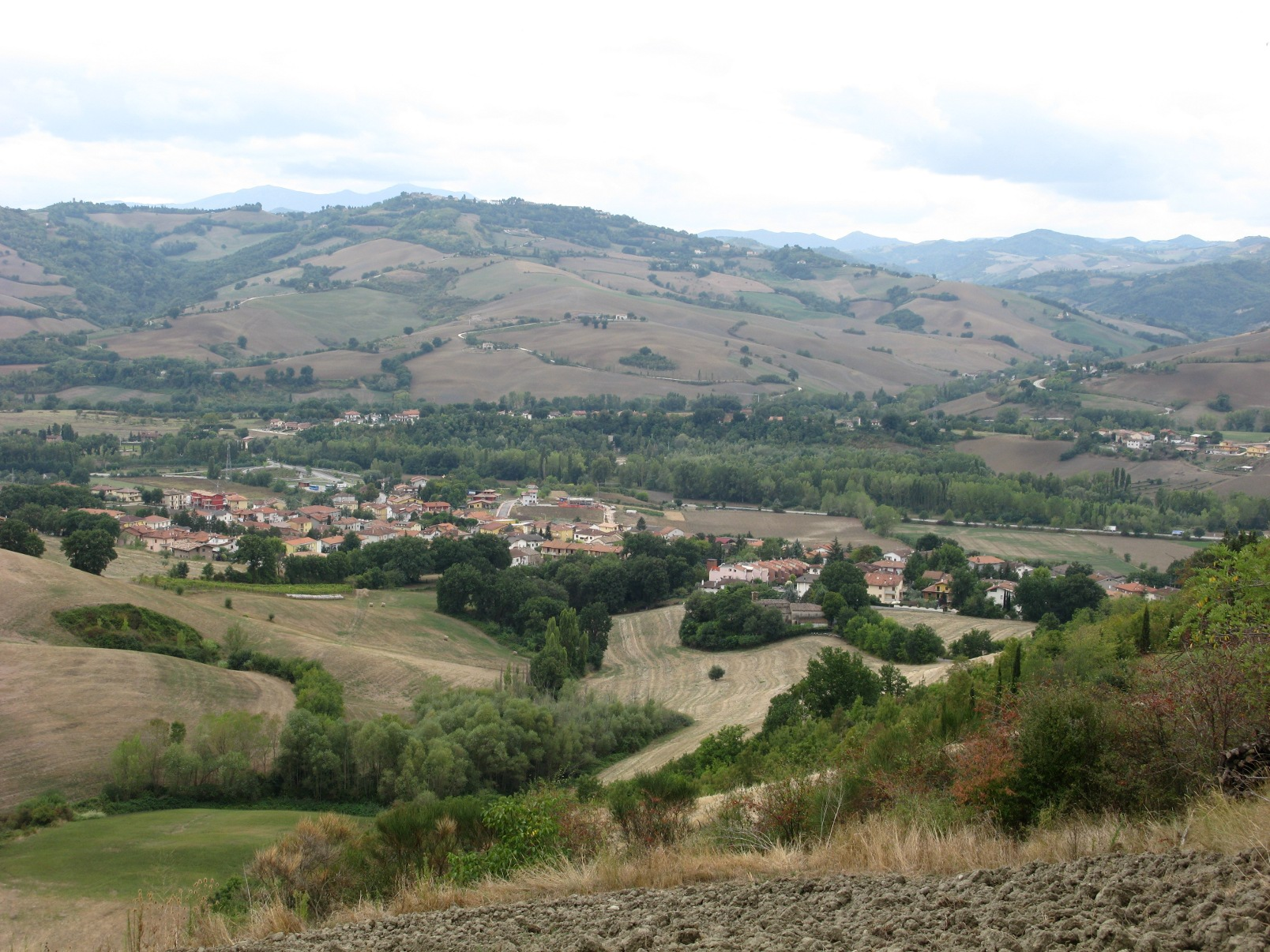
Panorama di Ca' Gallo